# Heinrich Walpot von Bassenheim
Heinrich Walpot von Bassenheim fue el primer gran maestre de la Orden Teutónica entre 1198 y 1200.

## Biografía

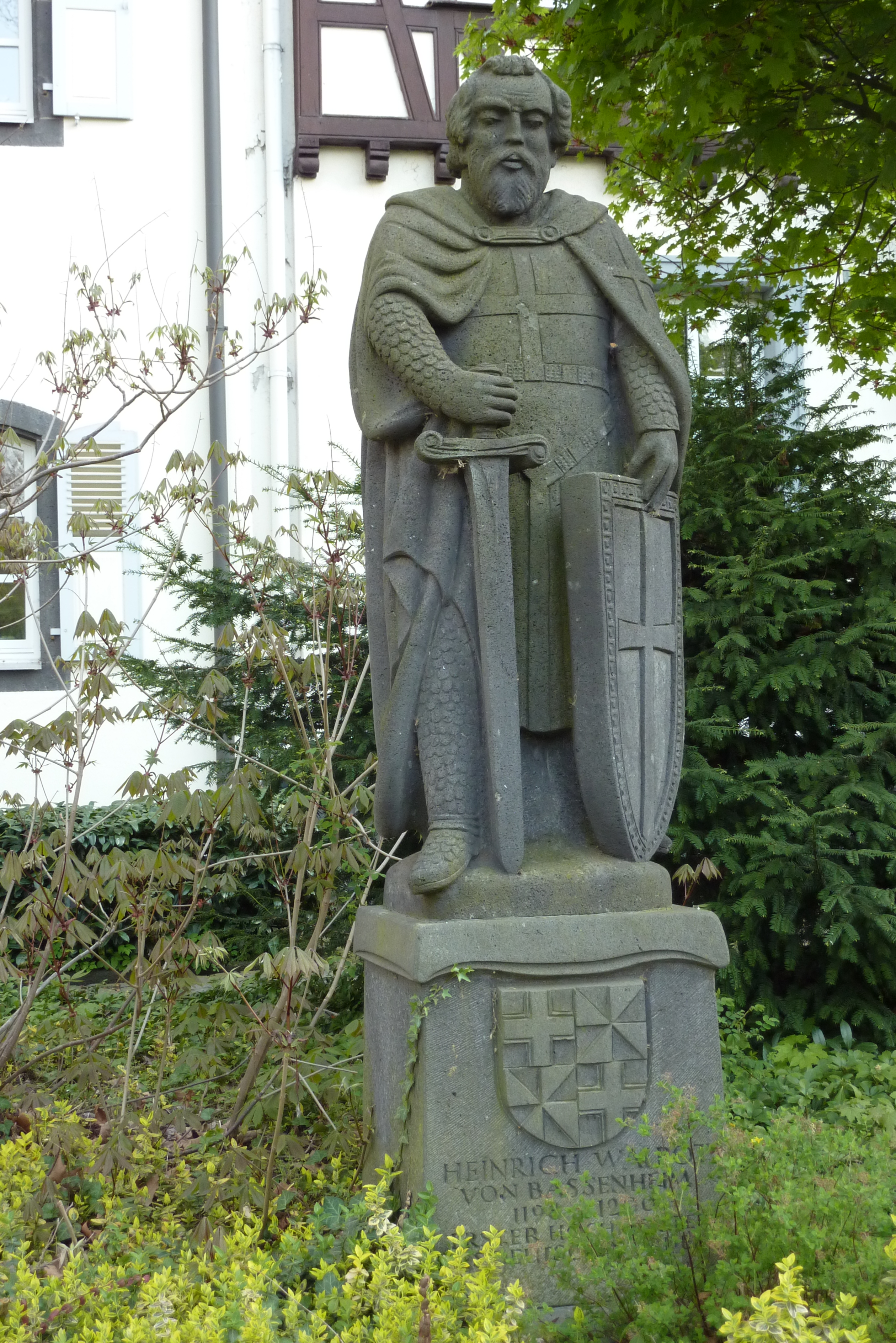
Estatua de Heinrich Walpot en Bassenheim.

Heinrich Walpot se crio en una familia rica procedente de Mainz, lugar donde probablemente nació.
Meister Sibrand fundó el hospital militar de Acre, el cuartel de la Orden Teutónica, y el duque de Suabia Federico VI de Hohenstaufen, hijo de Federico Barbarroja, concibió la idea de constituir una orden militar. Heinrich Walpot estuvo a favor de convertir la organización en una orden militar, y en 1199 recibió una copia de las reglas del monasterio de Gilbert Horal, el Gran Maestre de los Caballeros Templarios, en nombre del Papa Inocencio III. Estas reglas estaban basadas en las mismas reglas por las que se regía la Orden del Temple.
Después de que Federico VI de Hohenstaufen instituyera el título de Hospital Teutónico de la Virgen Santa de Jerusalén a la nueva orden, el Papa Celestino II lo confirmó, y en 1190 Heinrich Walpot fue elegido Gran Maestre.
Heinrich Walpot falleció el 24 de octubre de 1200, y está enterrado en Acre.